# Розен, Иосиф Борисович
Ио́сиф Бори́сович Ро́зен (англ. Joseph A. Rosen; 1877, Москва, Российская империя — 1949, Нью-Йорк, США) — американский агроном российского происхождения, руководитель российского отделения «Джойнта», с 1924 по 1938 год — руководитель «Агро-Джойнта».

## Биография
Родился в Москве. По некоторым сведениям его отец был владельцем красильни в Туле.
Учился в Московском университете. Приговорён к ссылке в Сибирь за участие в революционном кружке. Был членом РСДРП меньшевиков. В 17 лет бежал из ссылки в Германию. Учился на сельскохозяйственном отделении Гейдельбергского университета.
В 1903 году эмигрировал в США, два года работал сельскохозяйственным рабочим. В 1905—1908 годах продолжил образование в Мичиганском сельскохозяйственном колледже. Получил степень доктора в университете Миннесоты, по специальности агрохимия. В середине 1910 годов он вывел новый сорт озимой ржи, названной его именем («Rosen Rye»), и широко распространившейся в американских фермерских хозяйствах. По проекту Розена и под его руководством в Миннеаполисе был создан агрономический центр с филиалом в Екатеринославе, а позднее и в Харькове. Целью данного центра было обучение агрономов из Российской империи навыками и приёмами высокопродуктивного земледелия. В 1915—1918 годах был заведующим сельскохозяйственным департаментом в Нью-Йоркском представительстве Петроградского международного коммерческого банка. Был руководителем сельскохозяйственной колонией Еврейского колонизационного общества, созданного бароном М. Гиршем, в Вудбайне (штат Нью-Джерси).
С 1921 года был посланцем «Джойнта» в России и представителем «Джойнта» в АРА, с 1924 по 1938 год являлся директором корпорации «Агро-Джойнт», поставившей своей целью превращение советских евреев, в основном, «лишенцев» в крестьян. Розен верил, что только в «продуктивизации», то есть в переходе к производительному труду, кроется секрет счастливого будущего еврейского народа при советской власти.
Розен руководил программой по переселению немецких врачей-евреев из нацистской Германии в СССР. Впоследствии не менее 14 из них были репрессированы органами НКВД, а их семьи частично высланы.
В годы большого террора были арестованы оба заместителя Розена по «Агро-Джойнту» — 27 ноября 1937 года Иезекииль Абрамович Гроер (1886—1938), а 27 марта 1938 года — Самуил Ефимович Любарский (1878—1938). Родственникам был объявлен приговор «10 лет без права переписки». Розен решил взять ответственность на себя. 16 декабря 1937 года он послал из Парижа в НКВД письмо:

Через высланных из СССР жён немецких врачей-евреев, получивших в своё время возможность поехать в Советский Союз на работу по своей специальности при содействии нашей организации, мне стало известно, что органами НКВД арестовано несколько наших сотрудников. Как директор «Агро-Джойнта» я считаю своим долгом заявить, что если в работе нашей организации в СССР обнаружены какие-либо незаконные действия, то ответственным за них являюсь я лично, а не наши сотрудники и не мои заместители. Настоящим прошу предоставить мне возможность дать показания соответствующим органам советской власти по всем вопросам, имеющим отношение к деятельности нашей организации в СССР, причём я заранее выражаю согласие не прибегать к защите каких-либо дипломатических источников, поскольку дело касается меня лично.

По воспоминаниям дочери И. А. Гроера, пытаясь спасти арестованных, Розен даже добился встречи с Молотовым, но Молотов ответил, что ничего не может сделать, так как они во всём сознались. В действительности в этот момент и Гроер, и Любарский уже были расстреляны (первый — 15 марта 1938 г., второй — 1 сентября 1938 г.). Всего в годы сталинского террора было репрессировано не менее 30 сотрудников «Агро-Джойнта», а всего по делу «Агро-Джойнта» проходило 70 человек и все были осуждены. Имя Розена всплывало во многих делах, не связанных прямо с Джойнтом. Так в деле московского раввина Шмарьягу-Иегуды-Лейба Медалье фигурировало обвинение, что он получал деньги от Розена для раздачи бедным. Других членов московской религиозной общины (М. Рабиновича, М. Шептовицкого и др.) обвинили в том, что они эти деньги распределяли.
В 1939 году Розен, по поручению «Джойнта», выяснял возможности устройства поселений еврейских беженцев из Европы в Британской Гвиане и Доминиканской республике. Одна из улиц Санто-Доминго названа его именем.

## Семья
Жена — Екатерина Никаноровна урождённая Шубина (Katherine N. Rosen) (около 1880 — 5 августа 1957) — дочь члена окружного суда города Баку Никанора Александровича Шубина и Софьи Евгеньевны, урождённой Якушкиной, дочери Е. И. Якушкина и внучки декабриста. Эсерка. В 1910 лишена прав и сослана в Сибирь. Бежала. Основала в Нью-Йорке «International Book Service» и 25 лет занималась книжным делом. В 1933 года Кэтрин Н. Розен выпустила библиографию книг на английском языке о России (Books in the English Language on Russia).